# Festival (film)
Festival är en svensk dramafilm från 2001 i regi av Karl Johan Larsson, med Ebba Hultkvist Stragne i huvudrollen.

## Handling
Lina är 17 år och har planerat att åka till Arvikafestivalen med sin pojkvän Calle. Problemet är bara att hon inte får åka för sin mamma, men efter påtryckningar från pojkvännen och bästisen Milla bestämmer hon sig för att åka i alla fall. Under tiden de är på festivalen inträffar en rad händelser som för alltid kommer påverka ungdomarnas liv.

## Rollista (i urval)
- Ebba Hultkvist Stragne - Lina
- Jesper Salén - Calle
- Källa Bie - Milla
- Martin Aliaga - Marc
- Ralph Carlsson - Calles pappa
- Sverrir Gudnason - Lukas
- David Boati - Ola
- Yankho Kamwendo - Theo
- Cary Ylitalo - Bill
- Catherine Hansson - Linas mamma
- Claudia Galli Concha - Tjej på festival